# Bert Keijts
Lambertus Hermanus (Bert) Keijts (27 september 1952 – Leidschendam, 27 september 2017) was een Nederlands ambtenaar en bestuurder.

## Leven en werk
Keijts studeerde civiele techniek aan de Technische Hogeschool Delft. In 1981 startte hij zijn carrière bij de provincie Zuid-Holland als medewerker inspraak bij de Provinciale Raad voor de Ruimtelijke Ordening. Kort daarna maakte hij de overstap naar het ministerie van Verkeer en Waterstaat. Bij dit ministerie bekleedde hij verscheidene functies bij verschillende onderdelen van het departement. Zo was hij hoofd van de hoofdafdeling Wegen en Oeververbindingen bij de directie Groningen en hoofd Initiatiefgroep Strategieontwikkeling bij het directoraat-generaal van Rijkswaterstaat. Van 1993 tot 1996 was hij directeur Strategie en Programmering bij het directoraat-generaal voor het Vervoer. In 1996 maakte hij een tijdelijke overstap naar het ministerie van Volkshuisvesting, Ruimtelijke Ordening en Milieubeheer. Hij bekleedde daar de functie van plaatsvervangend directeur-generaal Ruimtelijke Ordening. Van 2002 tot 2003 was Keijts directeur-generaal van het Directoraat-Generaal Water. Van 2003 tot 2010 was hij werkzaam als directeur-generaal van Rijkswaterstaat. Vanaf 2010 was hij bestuursvoorzitter van de woningcorporatie Portaal.
Op 27 september 2017 overleed Bert Keijts aan de gevolgen van kanker.

## Trivia
- Rijkswaterstaat maakte zowel beleid als uitvoering op rijkswatergebied, toen waterbeleid dreigde te worden afgesplitst in een nieuw directoraat-generaal Water, zei hij tegen velen dreigend dat de degenen die hieraan meewerkten niet lang meer bij Rijkswaterstaat zouden werken. Hij zelf bleek de eerste te zijn, want hij werd daar Directeur-generaal.
- Toen hij directeur-generaal Water werd, was zijn eerste daad het aanstellen van een eigen portier in het toenmalige gebouw om zich te onderscheiden van Rijkswaterstaat.